# Azerbaigian ai Giochi olimpici
La prima partecipazione dell'Azerbaigian come paese indipendente ad un'edizione dei Giochi olimpici risale ad Atlanta 1996, da allora ha preso parte ad ogni edizione.
Dal 1952 al 1988 gli atleti azeri hanno gareggiato sotto per l'Unione Sovietica, e nel 1992 per la Squadra Unificata.
Il medagliere azero conta un totale di 57 medaglie, tutte conquistate ai Giochi estivi e per la maggior parte conquistate negli sport di combattimento.
Il Comitato Olimpico Nazionale dell'Azerbaigian, creato nel 1992, venne riconosciuto dal CIO l'anno seguente.

## Medaglie per edizione
| Giochi              | Oro | Argento | Bronzo | Totale |
| ------------------- | --- | ------- | ------ | ------ |
| Atlanta 1996        | 0   | 1       | 0      | 1      |
| Sydney 2000         | 2   | 0       | 1      | 3      |
| Atene 2004          | 1   | 0       | 4      | 5      |
| Pechino 2008        | 1   | 1       | 4      | 6      |
| Londra 2012         | 2   | 2       | 6      | 10     |
| Rio de Janeiro 2016 | 1   | 7       | 10     | 18     |
| Tokyo 2020          | 0   | 3       | 4      | 7      |
| Parigi 2024         | 2   | 2       | 3      | 7      |
| Totale              | 9   | 16      | 32     | 57     |

## Medaglie alle Olimpiadi invernali
| Giochi              | Oro | Argento | Bronzo | Totale |
| ------------------- | --- | ------- | ------ | ------ |
| Nagano 1998         | 0   | 0       | 0      | 0      |
| Salt Lake City 2002 | 0   | 0       | 0      | 0      |
| Torino 2006         | 0   | 0       | 0      | 0      |
| Vancouver 2010      | 0   | 0       | 0      | 0      |
| Soči 2014           | 0   | 0       | 0      | 0      |
| Pyeongchang 2018    | 0   | 0       | 0      | 0      |
| Pechino 2022        | 0   | 0       | 0      | 0      |
| Totale              | 0   | 0       | 0      | 0      |

## Medaglie per sport
| Sport             | Oro | Argento | Bronzo | Totale |
| ----------------- | --- | ------- | ------ | ------ |
| Lotta libera      | 4   | 8       | 16     | 28     |
| Judo              | 3   | 2       | 2      | 7      |
| Taekwondo         | 1   | 1       | 2      | 4      |
| Tiro              | 1   | 0       | 2      | 3      |
| Pugilato          | 0   | 2       | 8      | 10     |
| Karate            | 0   | 2       | 0      | 2      |
| Canoa             | 0   | 1       | 1      | 2      |
| Sollevamento pesi | 0   | 0       | 1      | 1      |
| Totale            | 9   | 16      | 32     | 57     |